# Variété complexe
Les variétés complexes ou plus généralement les espaces analytiques complexes (en) sont les objets d'étude de la géométrie analytique complexe. Une variété complexe de dimension n est un espace topologique obtenu par recollement d'ouverts de Cn selon des biholomorphismes, c'est-à-dire des bijections holomorphes.

## Définition
Plus précisément, une variété complexe de dimension n est un espace topologique dénombrable à l'infini (c'est-à-dire localement compact et σ-compact) possédant un atlas de cartes sur Cn, tel que les applications de changement de cartes soient des biholomorphismes.
Ainsi, les variétés complexes sont définies de façon analogue aux variétés différentielles mais en remplaçant R par C, y compris dans la notion de différentiabilité. Toute variété complexe de dimension n possède une structure canonique de variété différentielle orientable de dimension 2n.
Les variétés complexes de dimension 1 sont appelées surfaces de Riemann.
Si X est une variété algébrique non singulière sur C, alors on peut la munir canoniquement d'une structure de variété complexe. Par exemple, l'espace projectif Pn(C) est une variété complexe compacte de dimension n. 
Si X et Y sont deux variétés complexes, une application de X dans Y est dite holomorphe lorsque, lue dans les cartes, elle est holomorphe.
Les fonctions holomorphes d'une variété complexe compacte connexe dans C sont constantes (conséquence du principe du maximum). 

## Structure complexe et structure différentiable
Le caractère holomorphe est bien plus rigide que le caractère différentiable (ou « lisse »), les théories des variétés lisses et complexes ont donc des structures très différentes : les variétés complexes compactes sont plus proches des variétés algébriques que des variétés différentiables.
Par exemple, le théorème de plongement de Whitney nous dit que toute variété différentielle de dimension n peut être plongée comme sous-variété différentielle de l'espace euclidien R2n, alors qu'il est « rare » qu'une variété complexe se plonge holomorphiquement dans Cn. Soit par exemple une variété complexe connectée compact M : toute fonction holomorphe sur celle-ci est constante par principe du maximum. Or si M  se plongeait dans un certain Cn, alors les fonctions coordonnées de Cn se restreindrait sur M en des fonctions holomorphes non constantes, contredisant la compacité de M, sauf dans le cas où la variété est ponctuelle. Les variétés complexes qui peuvent être vues comme sous-variétés complexes de Cn sont dites de Stein et forment une classe restreinte variétés.
La classification des variétés complexes est plus subtile que celle des variétés différentiables. Par exemple, alors que dans des dimensions autres que quatre, une variété topologique donnée a au plus un nombre fini de structure différentielle, une variété topologique supportant une structure complexe peut et supporte souvent un nombre infini de structures complexes. Les surfaces de Riemann, variétés réelles 2-dimensionnelles dotées d'une structure complexe, classées topologiquement par le genre, sont un exemple important de ce phénomène. L'ensemble des structures complexes sur une surface orientable donnée, modulo isomorphie biholomorphe, forme elle-même une variété algébrique complexe appelée espace de modules, dont la structure constitue un domaine de recherche actif.

## Exemples de variétés complexes
Voici quelques classes importantes de variétés complexes.
- Surface de Riemann,
- Variété de Calabi-Yau,
- Une variété hermitienne est une variété complexe munie d'une métrique hermitienne h. Une variété kählérienne est une variété hermitienne dont la 2-forme hermitienne associée {\displaystyle \omega ={\frac {i}{2}}(h+{\bar {h}})} est fermée.
- Le produit cartésien de deux variétés complexes,
- L'image inverse de toute valeur non critique d'une application holomorphe.

### Variétés algébriques complexes lisses
Les variétés algébriques complexes lisses sont des variétés complexes, dont entre autres :
- Un espace vectoriel complexe,
- L'espace projectif complexe Pn(C),
- Les grassmanniennes complexes.
- Les groupes de Lie complexes tels que GL(n, C) ou Sp(n, C).

De même, leurs analogues quaternioniques sont également des variétés complexes.